# Diplochorina naumovii
Diplochorina naumovii — вид грибів, що належить до монотипового роду  Diplochorina.